# 석경당
진 고조 석경당(晉高祖 石敬瑭, 892년 3월 30일(음력 2월 28일) ~ 942년 7월 28일(음력 6월 13일))은 중국 오대십국 시대 후당의 무장이자 후진의 초대 황제이다. 장종 이존욱, 명종 이사원 휘하에서 활약했다.
주군과 국가를 배신했고 연운 16주를 요나라에 넘긴 행보로 오랜기간 역사적으로 부정적인 평가를 받아왔다.
튀르크계 사타족 출신으로, 절일은 천화절(天和節)이다.

## 생애
출신은 사타족(沙陀)으로 타이위안(太原)에 거주하였다고 전하고 있다. 아버지 석소옹(石紹雍)은 이극용(李克用)을 정벌한 공에 의해서, 명주자사(洺州刺史, 명주는 현재의 허베이성)로 임명되었다.
어린 시절에 이사원(李嗣源, 후당 명종)에 인정받아 사위가 되었다. 동광 4년(926년)의 위주(魏州) 방위를 맡았고, 석경당은 이사원과 함께 변주(汴州)로 이동하였고, 그 후 낙양을 공격했다.
이사원이 즉위한 후, 석경당은 보의(保義), 선무(宣武), 하동(河東) 지방의 절도사를 역임하였다. 그 후, 이종가(李從珂)가 이종후를 폐위하여 황제로 즉위하면서, 석경당의 세력을 경계하게 되어, 천평군 절도사(天平軍節度使)로 좌천되었다.
그 후, 국내의 반란에 틈을 타서 거란족을 이용하여 황제를 자칭한 후에, 거란족의 군사를 이용해 936년에 후당을 멸망시키고, 후진(後晉)을 건국했다.
즉위 후에 연운십육주를 요나라에 바치고 매년 30만필의 비단을 조공하는 조약을 맺어, 석경당보다 10세 연하의 야율덕광을 「아버지 황제」라고 칭하고, 스스로를 「아들 황제」라고 칭하고 있었다. 하지만, 이러한 그의 방식에 불만을 가진 안중영(安重榮)과 경연광(景延廣)등의 세력과 굴욕적이지만 현 상태를 유지하여 그 동안 국력을 안정시켜 이어가자는 상유한(桑維翰)의 세력이 격렬하게 대립했다.
후에 하동절도사(河東節度使)인 유지원(劉知遠)이 토욕혼(吐谷渾)에게 투항을 하였기 때문에, 자주 거란으로부터 문책을 받아 942년에 분사하였다.

## 후세의 평가
석경당은 황제의 지위를 얻기 위해 요나라에 종속한 것도 모자라 연운 16주의 영토를 거란(요나라)에 내주었고, 후세에 특히 민족주의가 높아진 근대에 매국노의 전형으로 남송의 진회(秦檜) 등과 함께 비난을 받았다.

## 존호, 시호, 묘호, 능호
존호는 요나라에 받은 존호로영무명의황제(英武明義皇帝)이다.
시호는 성문장무명덕효황제(聖文章武明德孝皇帝)이며, 묘호는 고조(高祖)이며, 능호는 현릉(顯陵)이다.

## 가족 관계

### 조부모와 부모
- 조부 : 예조(睿祖) 효평황제(孝平皇帝) 석욱(石昱)
- 조모 : 효평헌황후(孝平獻皇后) 미씨(米氏)
- 부친 : 헌조(憲祖) 효원황제(孝元皇帝) 석소옹(石紹雍)
- 모친 : 효원의황후(孝元懿皇后) 하씨(何氏)

### 형제
- 송왕(宋王) 석경유(石敬儒) - 석중귀의 부친. 석중귀 즉위 후 송왕으로 추봉됨.

### 후비
| 봉호       | 시호 | 이름(성씨) | 별칭                                                     | 재위년도      | 생몰년도  | 비고 |
| ---------- | ---- | ---------- | -------------------------------------------------------- | ------------- | --------- | ---- |
| 황후(皇后) |      | 이씨(李氏) | 영녕공주(永寧公主) 진국장공주(晉國長公主) 황태후(皇太后) | 941년 ~ 942년 | ? ~ 950년 |      |

### 황자
| - | 봉호       | 시호 | 이름           | 생몰년도      | 생모      | 별칭       | 비고 |
| - | ---------- | ---- | -------------- | ------------- | --------- | ---------- | ---- |
| 1 | 담왕(郯王) |      | 석중윤(石重胤) | ? ~ 936년     |           | 섬왕(剡王) |      |
| 2 | 괵왕(虢王) |      | 석중영(石重英) | ? ~ 936년     |           |            |      |
| 3 | 초왕(楚王) |      | 석중신(石重信) | 918년 ~ 937년 | 황후 이씨 | 기왕(沂王) |      |
| 4 | 수왕(壽王) |      | 석중예(石重乂) | 919년 ~ 937년 |           |            |      |
| 5 | 기왕(夔王) |      | 석중진(石重進) |               |           |            |      |
| 6 | 진왕(陳王) |      | 석중고(石重杲) |               |           |            |      |
| 7 |            |      | 석중예(石重睿) |               |           |            |      |

### 양자
- 제왕(齊王) 석중귀(石重貴) - 석경당의 조카. 후진 제2대 황제 출제(出帝).

## 기년
| 고조        | 원년            | 2년        | 3년        | 4년        | 5년        | 6년        | 7년        |
| ----------- | --------------- | ---------- | ---------- | ---------- | ---------- | ---------- | ---------- |
| 서력 (西曆) | 936년           | 937년      | 938년      | 939년      | 940년      | 941년      | 942년      |
| 간지 (干支) | 병신(丙申)      | 정유(丁酉) | 무술(戊戌) | 기해(己亥) | 경자(庚子) | 신축(辛丑) | 임인(壬寅) |
| 연호 (年號) | 천복(天福) 원년 | 2년        | 3년        | 4년        | 5년        | 6년        | 7년        |

## 출전, 주해 및 참고 자료
| 전임 이소침 | 보의군절도사 926년 ~ 927년 | 후임 유중은 |

| 전임 주수은 | 선무군절도사 927년 ~ 928년 | 후임 이종후 |

| 전임 이종영 | 천웅군절도사 928년 ~ 931년 | 후임 이종후 |

| 전임 노질 | 하양삼성절도사 931년 ~ 932년 | 후임 강의성 |

| 전임 이종온 이덕충 | 하동절도사 932년 ~ 934년 ~ 936년 | 후임 이종가 (미취임) (사실상) 이덕충 송심건 (미취임) (사실상) 석중귀 |

| 전임 범연광 | 성덕군절도사 934년 | 후임 이중미 |

| 전임 왕건립 | 천평군절도사 (미취임) 934년 | 후임 왕건립 |

| 전임 매부 후당 말제 이종가 | 제1대 후진의 황제 936년 ~ 942년 | 후임 조카 후진 출제 석중귀 |

| 전임 후당 말제 이종가 | 중국의 황제(산서 지역) 936년 ~ 942년 | 후임 후진 출제 석중귀 |

| 전임 후당 말제 이종가 | 중국의 황제(중원 지역) 936년 ~ 942년 | 후임 후진 출제 석중귀 |

| 전임 후당 말제 이종가 | 중국의 군주(절강 지역) (명목상) 936년 | 후임 오월 문목왕 전원관 |